# Pałygorskit
Pałygorskit (attapulgit) – minerał z gromady krzemianów. Nazwa pochodzi od miejscowości Pałygorskaja (Rosja), gdzie został opisany w 1862 roku.

## Charakterystyka

### Właściwości
Tworzy kryształy włókniste, skupienia spilśnione. Odmiana bardzo drobnoziarnista spotykana jest w skałach osadowych niekiedy jako główny składnik. ma własności jonowymienne. Pojemność sorpcyjna 15-30 mval/100g. Wykazuje cechy sita molekularnego podobnie do zeolitów. Identyfikuje się go rentgenograficznie.
Asocjacje mineralne: współwystępuje z kalcytem, dolomitem, talkiem, sepiolitem, chlorytami, kwarcem (opal, chalcedon).

### Geneza
Powstaje w procesach hydrotermalnych w szczelinach skał magmowych i metamorficznych, oraz w procesach osadowych (utwory jeziorne i lagunowe).

### Występowanie
W Polsce: Rędziny, Czarnów k. Kamiennej Góry (Rudawy Janowickie), Regulice, Rudno, Miękinia k. Krzeszowic, Alwernia (Małopolska).

### Zastosowanie
- materiał izolacyjny i dźwiękochłonny,
- znaczenie naukowe i kolekcjonerskie.